# Кестеньга (станция)
Ке́стеньга (карел. Kiestinki) — железнодорожная станция на линии Лоухи — Пяозеро. Территориально находится в посёлке Кестеньга Лоухского района Карелии.
На станции имеется две грузовые платформы, однако пути к ней разобраны. Существует угроза полного закрытия линии, в связи с прекращением деятельности Пяозерского леспромхоза, для вывоза леса с которого линия и функционировала.
До 1961 года тупиковой являлась станция Кестеньга.
До 1980-х годов по линии курсировал грузо-пассажирский поезд. Софпорог была конечной станцией для пассажирского движения.
В декабре 2023 года открыто пассажирское сообщение Лоухи — Пяозеро.

## Галерея

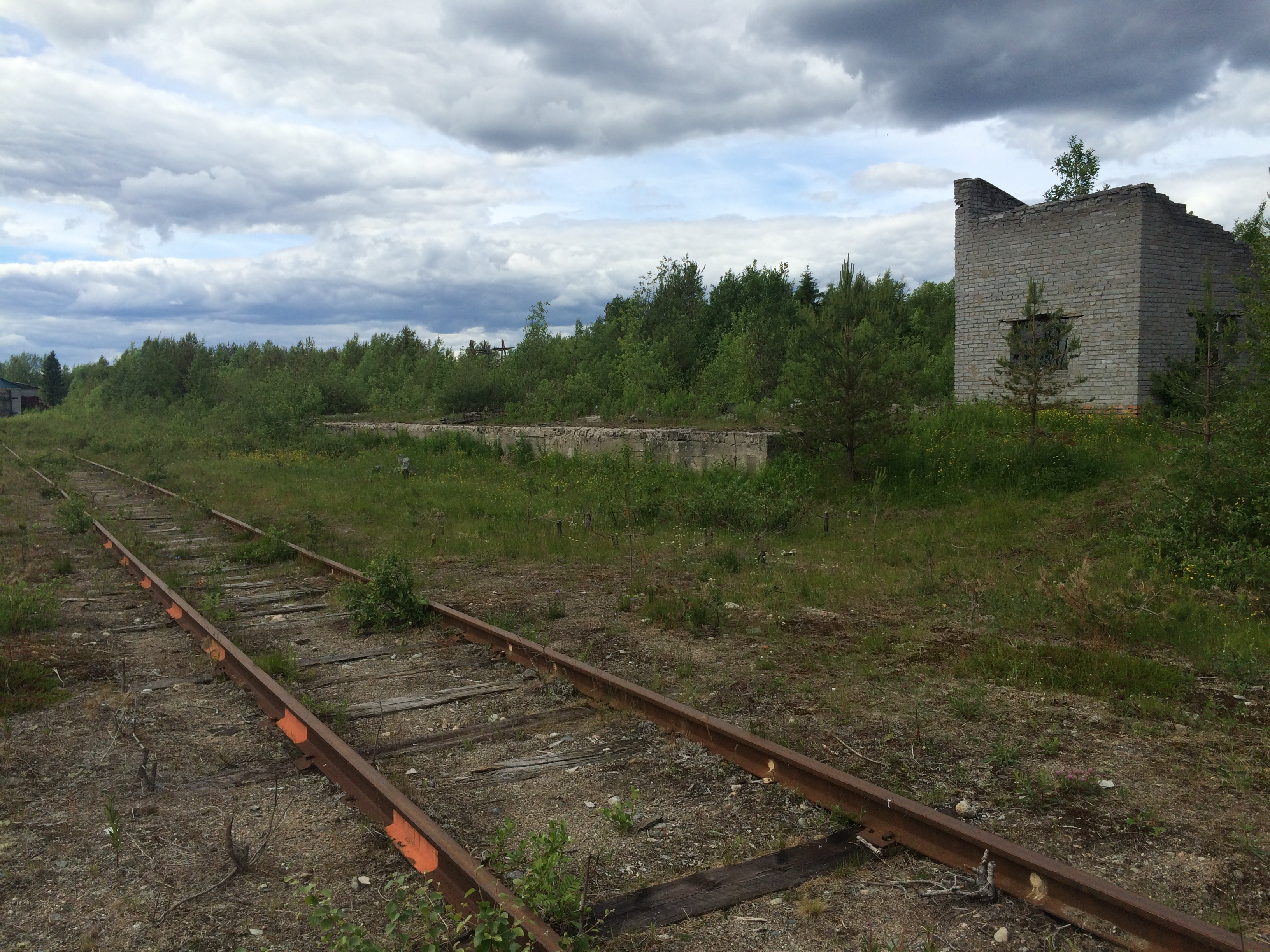
Первая грузовая платформа.
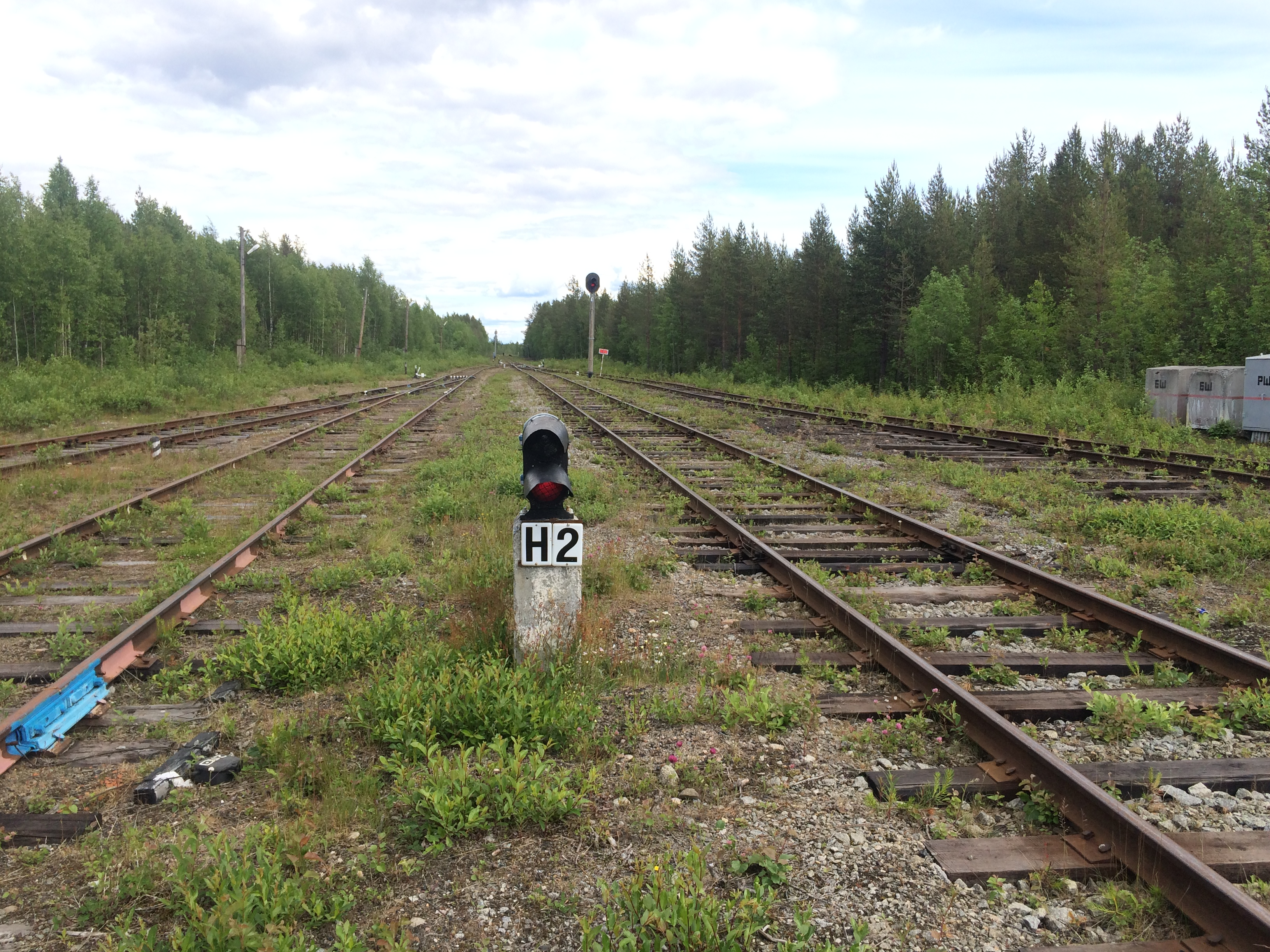
Пути станции.
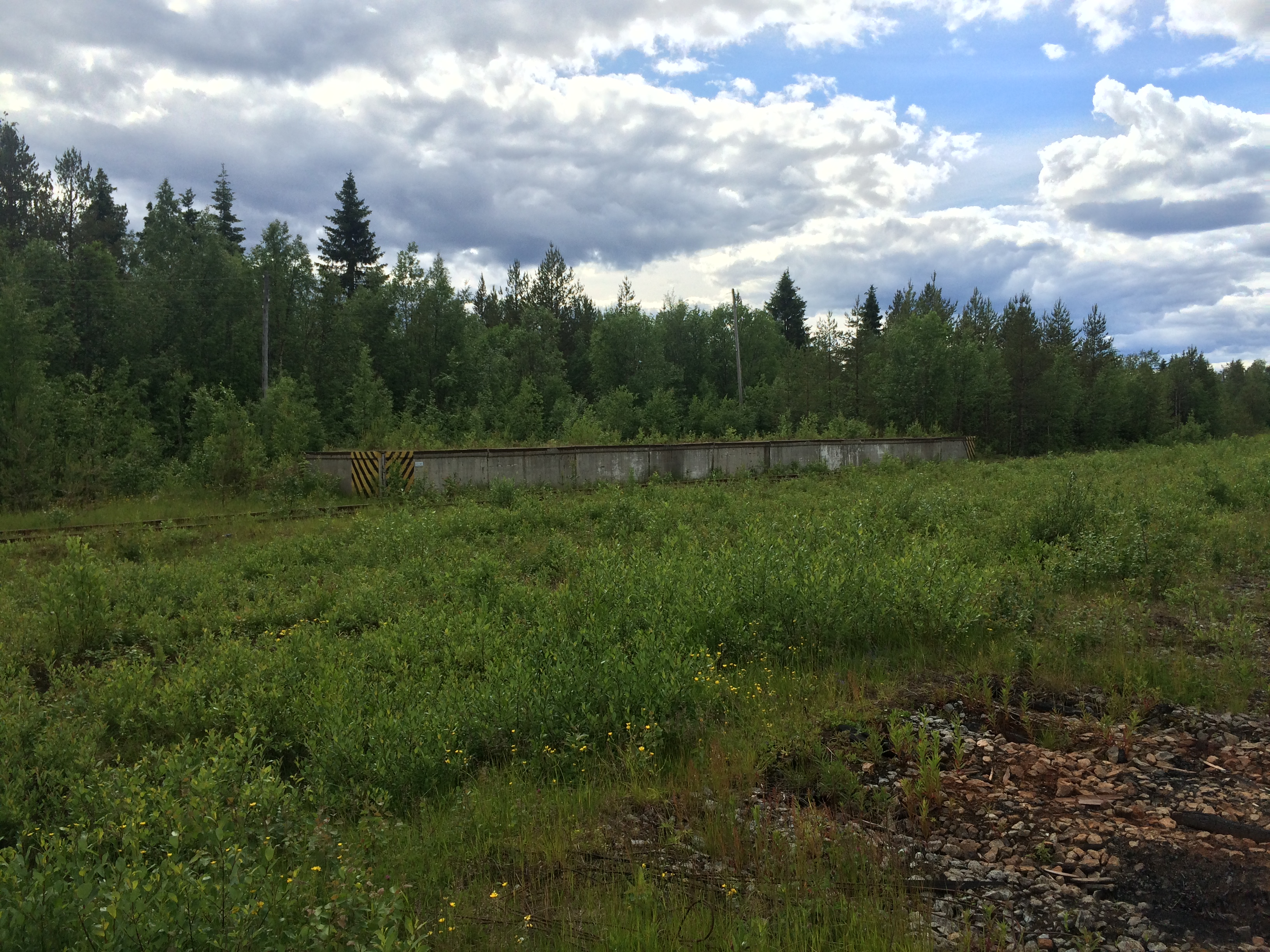
Вторая грузовая платформа.
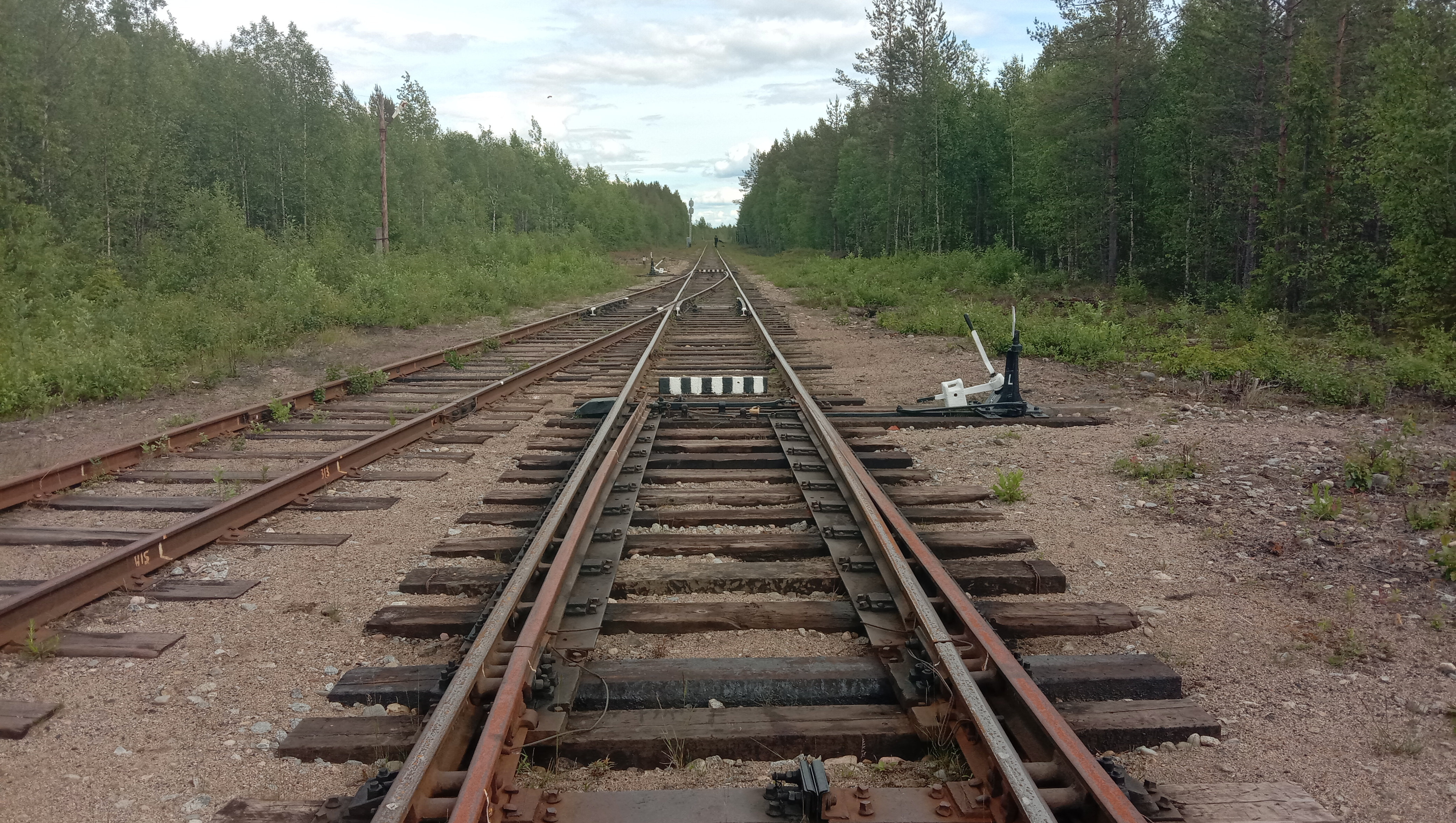
Горловина станции.